# Janusz Jerzy Sobolewski

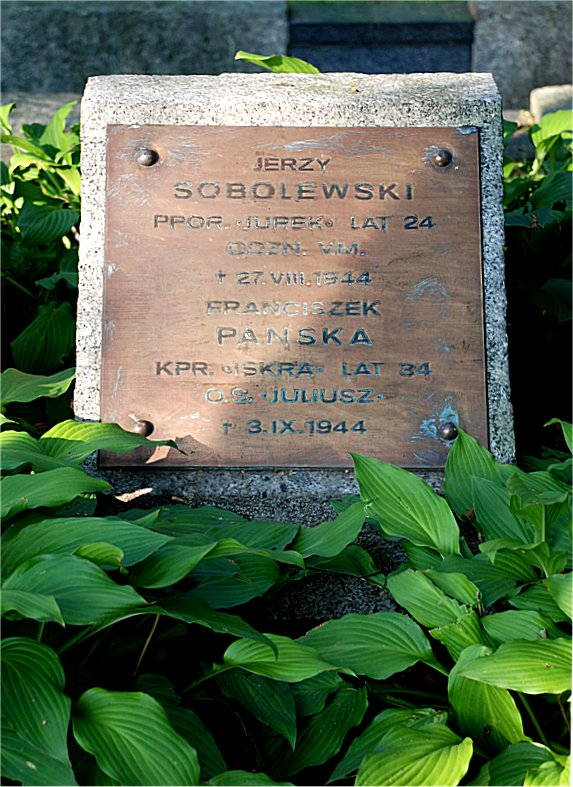
Grób na Powązkach Wojskowych

Janusz Jerzy Sobolewski ps. „Jurek” (ur. 1 września 1921 w Chełmie Lubelskim, zm. 27 sierpnia 1944 w Warszawie) – podporucznik czasu wojny (kapral podchorąży), uczestnik powstania warszawskiego, kawaler Orderu Virtuti Militari.
W powstaniu warszawskim był dowódcą drużyny w Oddziale Specjalnym „Juliusz” w batalionie „Gustaw” należącego do Zgrupowania „Róg”. Ze swoim oddziałem walczył na Woli i Starym Mieście.
Został odznaczony Orderem Virtuti Militari z rozkazu dowódcy AK nr 511 z 18 sierpnia 1944 r. Uzasadnienie nadania mu krzyża VM brzmiało: „za wyjątkową odwagę osobistą wykazaną w walce”.
26. dnia powstania został ciężko ranny w walkach przy ul. Rybaki. Z odniesionych ran zmarł dnia następnego, 27 sierpnia 1944, w szpitalu powstańczym. Pochowany na Powązkach Wojskowych w kwaterach uczestników powstania 1944 (B24-12-3).